# Yle Teema
Yle Teema es un canal de televisión público finlandés, perteneciente al ente Yleisradio. Su programación está dedicada a la cultura, y comenzó sus emisiones el 27 de agosto de 2001 como un canal exclusivamente digital.
La cadena se encarga de emitir documentales, programas divulgativos, y series europeas o con temática histórica que no tienen cabida en Yle TV1 o Yle TV2. Yle Teema también emite películas, que son en su mayoría finlandesas, europeas o de la escena independiente.
YLE Teema comenzó a emitir en alta definición (HD) el 28 de enero de 2014 en las distintas plataformas de pago y también en abierto.